# Filipstads stad
Denna artikel handlar om den tidigare kommunen Filipstads stad. För orten se Filipstad, för dagens kommun, se Filipstads kommun.
Filipstads stad var en stad och kommun i Värmlands län. 

## Administrativ historik
Filipstad fick sina stadsprivilegier 6 april 1611 och utbröts då ur Färnebo socken. Den 11 april 1695 förlorades stadsprivilegierna efter en brand 1694, och dessa återficks inte förrän den 13 augusti 1835.
Staden blev en egen kommun, enligt förordningen om kommunalstyrelse i stad (SFS 1862:14) från och med den 1 januari 1863, då Sveriges kommunsystem infördes. 1971 gick staden upp i den då nybildade Filipstads kommun.
1 januari 2016 inrättades distriktet Filipstad, med samma omfattning som Filipstads församling hade 1999/2000, och vari detta område ingår.
Filipstad hade egen jurisdiktion med en rådhusrätt fram till 1945, varefter staden ingick i Östersysslets tingslag.
Stadsförsamlingen Filipstads församling hade oförändrad omfattning under staden tid, men har sedan utökats.

### Sockenkod
För registrerade fornfynd med mera så återfinns staden inom ett område definierat av sockenkod 2133 som motsvarar den omfattning staden hade kring 1950.

## Stadsvapnet
Blasonering: I fält av silver en riddare, klädd i blå rustning med uppfällt visir och med naturfärgat ansikte samt sittande på en gående röd häst med beväring och mundering av guld.
Vapnet fastställdes 1945 och går tillbaka på ett sigill från 1630-talet. Stadsvapnet oförändrat för kommunen i PRV 1975.

## Geografi

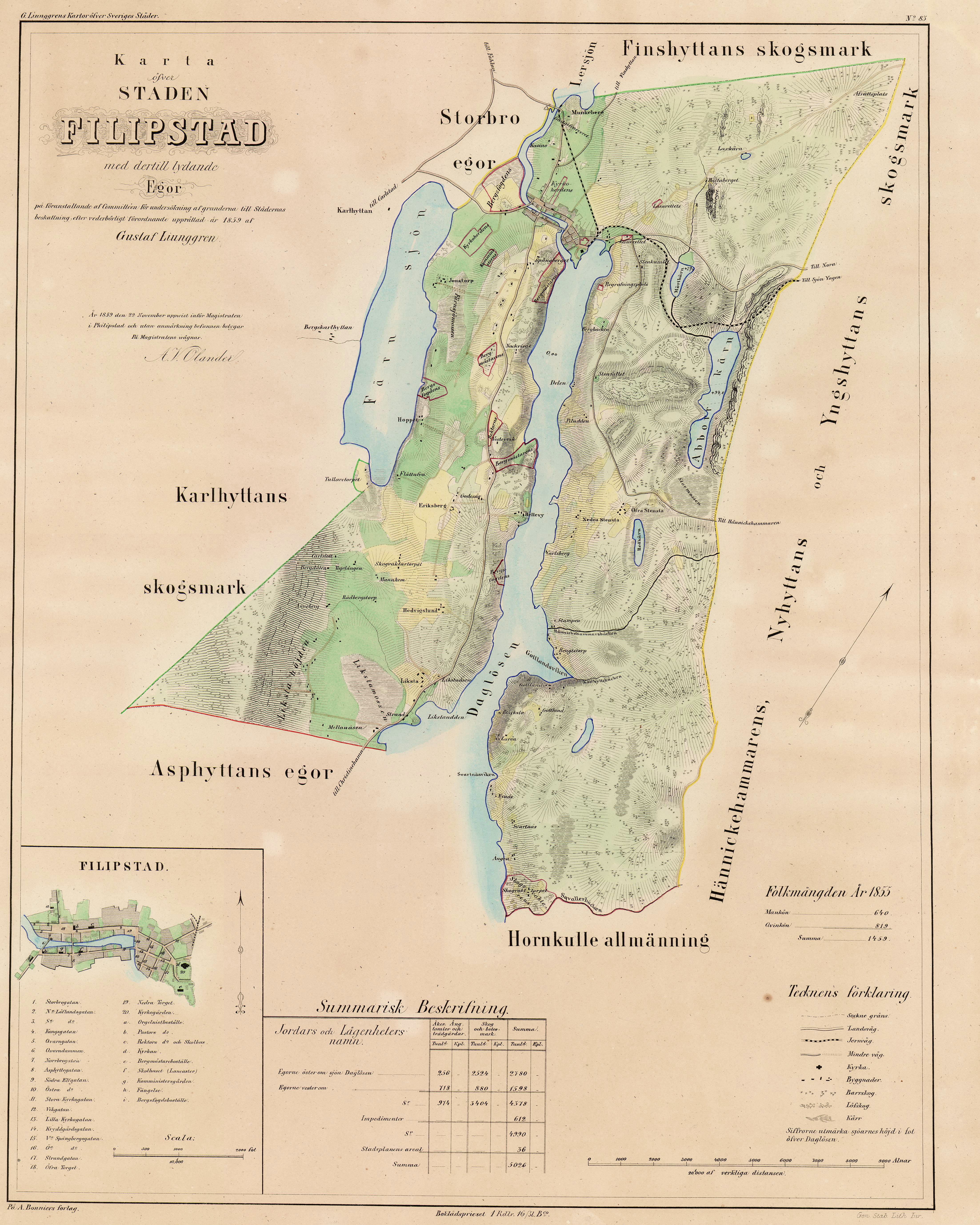
Karta över Filipstad från 1850-talet av Erik Gustaf Ljunggren.

Filipstads stad omfattade den 1 januari 1952 en areal av 25,56 km², varav 21,68 km² land.

### Tätorter i staden 1960
I Filipstads stad fanns tätorten Filipstad, som hade 7 178 invånare den 1 november 1960. Tätortsgraden i staden var då 95,4 procent.

## Politik

### Lista över borgmästare
| Namn                      | Från | Till |
| ------------------------- | ---- | ---- |
| Niklas Juliusson d'Epreez | 1611 |      |
| Håkan Svensson Skragge    |      |      |
| Evert Strokirk            |      |      |
| Olof Olofsson Wallengren  | 1680 | 1693 |
| Theodor Hammargren        |      |      |

### Mandatfördelning i Filipstads stad, valen 1919–1966
| 7 | 6 | 8 |

| 19 |

| 6 | 6 | 9 |

| 19 |

| 8 | 4 | 9 |

| 21 |

| 1 | 7 | 1 | 4 | 8 |

| 21 |

| 9 | 3 | 9 |

| 21 |

| 1 | 9 | 3 | 8 |

| 20 |

| 2 | 10 | 1 | 3 | 5 |

| 18 | 3 |

| 2 | 11 | 4 | 4 |

| 17 | 4 |

| 4 | 12 | 4 | 5 |

| 21 | 4 |

|  | 15 | 5 | 4 |

| 22 |

| 2 | 14 | 5 | 4 |

| 21 | 4 |

| 2 | 13 | 4 | 6 |

| 23 |

| 2 | 14 |  | 4 | 4 |

| 22 |

| 3 | 11 | 2 | 4 | 5 |

| 21 | 4 |